# Ciski (gromada)
Ciski (planowana lecz nie zimplementowana nazwa: Dębiny, z siedzibą w Dębinach) – dawna gromada, czyli najmniejsza jednostka podziału terytorialnego Polskiej Rzeczypospolitej Ludowej w latach 1954–1972.
Gromady, z gromadzkimi radami narodowymi (GRN) jako organami władzy najniższego stopnia na wsi, funkcjonowały od reformy reorganizującej administrację wiejską przeprowadzonej jesienią 1954 do momentu ich zniesienia z dniem 1 stycznia 1973, tym samym wypierając organizację gminną w latach 1954–1972.
Gromadę Ciski z siedzibą GRN w Ciskach utworzono – jako jedną z 8759 gromad na obszarze Polski – w powiecie pułtuskim w woj. warszawskim, na mocy uchwały nr VI/10/17/54 WRN w Warszawie z dnia 5 października 1954. W skład jednostki weszły obszary dotychczasowych gromad Ciski, Mystkowiec-Szczuczyn, Suwin i Zdziebórz ze zniesionej gminy Somianka oraz obszary dotychczasowych gromad Dębiny i Mierzęcin (z wyłączeniem kolonii Ostrówek) ze zniesionej gminy Zatory w tymże powiecie. Dla gromady (zapisanej w wykazie jako Dębiny) ustalono 10 członków gromadzkiej rady narodowej.
31 grudnia 1959 z gromady Ciski wyłączono wieś Mystkówiec Szczucin, włączając ją do gromady Pniewo k. Pułtuska w tymże powiecie, po czym gromadę Ciski zniesiono a jej (pozostały) obszar włączono do gromady Zatory tamże.